# Cupronickel

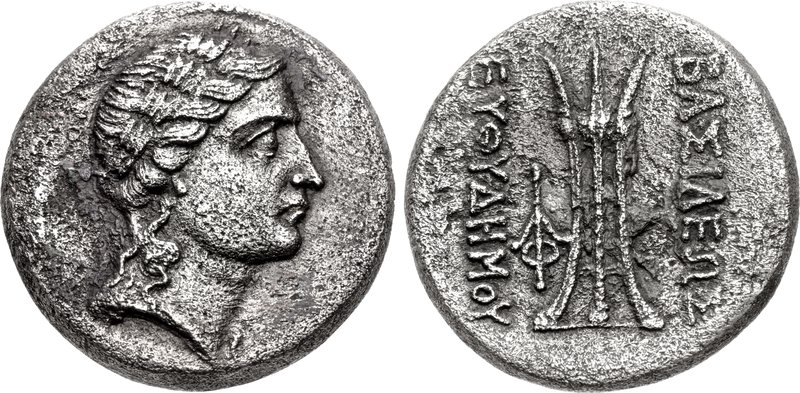
Monnaie du roi gréco-bactrien Euthydème II (vers 185-180 av. J.-C.) en cupro-nickel. Euthydème II, Pantaléon et Agathoklès, trois rois gréco-bactriens presque contemporains, sont les seuls rois de l'antiquité à avoir frappé des monnaies de cupro-nickel. La température de fonte étant trop élevée pour les fourneaux de l'époque, ces pièces sont particulièrement poreuses.

Le cupronickel ou cupro-nickel est un alliage à base de cuivre, majoritaire, et de nickel, entre 10 % et 30 % en masse, et en plus faible proportions de fer et d'éléments dits « renforçateurs de résistance mécanique », comme le manganèse ou le silicium. On y trouve parfois aussi du zinc, de l'étain ou de l'aluminium. La gamme des cupronickels, incontournable par sa plus grande résistance à la corrosion que la plupart des autres alliages de cuivre ou encore sa résistance à l'usure, à l'eau de mer ou aux milieux salins, représente un important débouché technique.

## Composition
Les cupro-nickels commercialisés sont essentiellement des alliages à base de 73 % à 85 % de Cu, de 14 % à 26 % de Ni, contenant souvent environ 0,3 % de Fe et 0,3 % de Mn, avec éventuellement des quantités faibles du Zn et Sn.
Il existe des cupronickels calibrés par la norme du pourcentage de nickel, soient des cupro-nickels ou CuNi 10, 20, 25, 30…
Les noms commerciaux anciens, rappelant son apparence argentée au-delà d'un taux de nickel suffisant d'un cinquième ou d'un quart, sont « alpacca », « argentan », « argent des hôtels », « argent des Chinois », « cuivre blanc », « minargent », « plata alemana » en espagnol, équivalent de l'« argent des Allemands » ou du « german silver » anglo-saxon… Ces termes sont aussi utilisés pour désigner le maillechort, alliage de cuivre, zinc et nickel, ce qui prête à confusion.
Il existe des codes internationaux ou standard ASTM, EN, ISO pour classer les matériaux forgés ou fondus à base de cupronickels. Par exemple, 
| Alloy UNS No. | Nom commun | Dénomination européenne | Ni    | Fe      | Mn      | Cu                  |
| ------------- | ---------- | ----------------------- | ----- | ------- | ------- | ------------------- |
| C70600        | 90–10      | CuNi10Fe                | 9–11  | 1–1.8   | 1       | Reste jusqu'à 100 % |
| C71500        | 70–30      | CuNi30Fe                | 29–33 | 0.4–1.0 | 1       | Reste               |
| C71640        | 66–30–2–2  |                         | 29–32 | 1.7–2.3 | 1.5–2.5 | Reste               |

## Propriétés

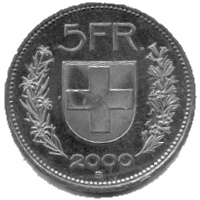
Pièce de 5 francs suisses en cupronickel contenant 25 % de nickel.

Le cuivre allié au nickel, surtout au-delà de 15 % en masse, prend un bel aspect ou éclat de surface argenté,.
Bien que le nickel soit ferromagnétique les pièces de monnaie en cupronickel ne sont pas soulevées par un aimant ordinaire.
Cet alliage possède aussi une excellente ductilité après recuit, une bonne conductibilité thermique ainsi que de bonnes caractéristiques mécaniques comme la résistance à la traction et une dilatation thermique adaptée à la réalisation d'échangeurs de chaleur et de condenseurs performants. Il est facile à mettre en œuvre et à usiner. L'ensemble de ses propriétés, en particulier sa bonne ductilité et sa conductivité thermique à basse température, lui ouvre des applications en techniques cryogéniques.
| Alliage   | Masse volumique g/cm3 | Conductivité thermique W/(m⋅K) | Dilatation thermique µm/(m⋅K) | Résistivité µΩ·cm | Module de Young GPa | Limite d'élasticité MPa | Résistance à la traction MPa |
| --------- | --------------------- | ------------------------------ | ----------------------------- | ----------------- | ------------------- | ----------------------- | ---------------------------- |
| 90–10     | 8.9                   | 40                             | 17                            | 19                | 135                 | 105                     | 275                          |
| 70–30     | 8.95                  | 29                             | 16                            | 34                | 152                 | 125                     | 360                          |
| 66–30–2–2 | 8.86                  | 25                             | 15.5                          | 50                | 156                 | 170                     | 435                          |

Il est reconnu pour son excellente résistance à l'usure ainsi que ses propriétés anti-corrosives et d'antifouling.
Sa résistance chimique n'est pas négligeable, en particulier à la corrosion à l'eau de mer et aux diverses saumures. Son potentiel d'électrode est adapté aux eaux marines. Il résiste bien à l'encrassement biologique et se nettoie bien, du fait des propriétés anti-microbiennes du principal composant, le cuivre.

## Usages
Les cupronickels peuvent être employés pour fabriquer des objets utilitaires, résistants, stables et à bel aspect, par exemple dans l'industrie d'armement, les industries électriques, chimiques et pétrochimiques... ainsi que des objets d'ornementation.
Mais il s'agit surtout d'un alliage commun de frappe monétaire, utilisé en conséquence pour la fabrication de nombreuses pièces de monnaie. Il est présent dans les pièces de monnaie de la Confédération suisse.
Les pièces de 1 euro sont constituées d'un centre « blanc » en cupronickel (Cu 75 % – Ni 25 %) sur âme de nickel et d'une couronne « jaune » en maillechort du type Cu 75 % – Zn 20 % – Ni 5 %. À l'inverse, les pièces de 2 euros ont une couronne en CuNi25 et un noyau en maillechort.
Précision : Si la proportion de Cu dépasse 65 %, l'alliage prend une couleur dorée ; l'appellation maillechort devient alors abusive et il est préférable d'employer le terme laiton de nickel.
Cet alliage est encore souvent utilisé dans les milieux marins, en génie maritime et dans les unités de désalinisation. On le retrouve dans les conduits et tuyauteries, les condenseurs et échangeurs de chaleur utilisant l'eau de mer, mais aussi les équipements embarqués sur les bateaux, les hélices, les vilebrequins, les coques des navires performants comme les remorqueurs, les navires de pêche et autres vaisseaux de haute mer.

## Histoire
Les pièces en cupro-nickel, plus pratiques, ont remplacé la monnaie ancienne en argent ou en cuivre, encore usitée il y a plus d'un siècle.

10 francs Victor Hugo en cupronickel aluminium.

Les alliages en cupro-nickel, obtenus de manière indirecte à partir d'un choix de minerais contrôlé et de cuivre, ne sont pas inconnus en Chine au IIIe siècle av. J.-C. Quelques armes forgées à l'époque des royaumes combattants ont été mises au jour lors de fouilles archéologiques.

### Ancien monnayage hellénistique de Bactriane
Leur provenance de Bactriane antique est une première hypothèse lancée par l'archéo-historien Flight en 1868. Flight observe que le plus ancien monnayage en cupro-nickel est similaire au paktong de l'Empire du Milieu. Il est rejoint par le professeur Cunningham en 1873 qui, avec sa Bactrian nickel theory, suggèrent que la matière monétaire, les pièces, est l'objet d'un commerce international de Chine à la Grèce en passant par l'Inde. Les découvertes monétaires concernent des pièces cuivrées à 20 % de nickel. Leurs datations sont estimées entre -180 et -170 avant notre ère, les plus récentes avec le buste de Euthydemos II sur l'avers, alors que les frappes les plus tardives portent les marques de ses jeunes frères Pantaleon et Agathocles.
En 1973, le débat rebondit. Les chercheurs associés Cheng et Schwitter affirment que l'ensemble des alliages connus de Bactriane, à base de cuivre, plomb, fer, nickel et cobalt, sont réellement très comparables au paktong chinois, et sur les neuf dépôts de nickel asiatiques connu dans l'Antiquité, seuls les centres chinois correspondraient à la bonne composition chimique. Cammann critique l'article de Cheng and Schwitter, arguant que le déclin de l'usage du monnayage en cupro-nickel ne devrait pas coïncider avec l'ouverture de la route de la Soie. Si la théorie était correcte, selon Cammann, la route de la Soie aurait sensiblement augmenté partout l'approvisionnement et la diffusion du cupronickel. Cependant, la disparition de la monnaie en cupronickel de Bactriane pourrait aussi être liée à d'autres facteurs, tels que la fin de la dynastie des Euthydèmes.
Le débat concernant le transport de matière pondéreuse semble vain en absence de réseaux efficaces de batellerie. Mais les échanges techniques et la formation d'étrangers auprès de maîtres métallurgistes prestigieux pourraient expliquer des similitudes techniques sur de vastes distances.

### Civilisation technique chinoise
Le savant écrivain chinois Ho Wei a décrit le procédé technique employé pour fabriquer l'alliage "paktong" en 1095. De petits morceaux d'un minerai typique du Yunnan étaient jetés dans un bain de cuivre fondu. Une couche de scories moins solubles se formait, alors du salpêtre, nitre naturel ou nitrate de potassium, était ajouté, et immédiatement le mélange était brassé correctement, juste avant de couler les lingots. Le zinc aurait pu être employé comme fondant, mais il n'existe pas de preuves.
L'ancienne littérature chinoise est avare de renseignements techniques concrets, d'autant plus qu'elle cède aux élucubrations alchimistes de transmutation et de magie noire. Il faut attendre la période moderne et l'influence occidentale pour que ces alliages pakfong ou pai thong, soient mentionnés simplement dans le Thien Kung Khai Wu vers 1637. « Quand le carbonate de zinc ou calamine nommée lu kan shih ou à défaut du métal zinc ou wo chhein est mélangé et fondu au cuivre ou chih thung, on obtient du laiton ou bronze jaune. Lorsque le phi shang et autres matières (nickelées et arsenicales) sont chauffés avec le cuivre ou le laiton, on obtient le cuivre blanc ou bronze blanc ou pai thong. Si on ajoute et mélange encore de l'alun ou du nitre, voire d'autres produits, on obtient du bronze vert ou ching thung. »

### Europe à l'époque moderne
Ces alliages ne sont pas inconnus par la tradition alchimique et même la chimie technique.

### Canada
La pièce de 5 cents de dollar canadien (0,05 dollar) fut frappée en cupronickel de 1982 à 2001 (à l'exception de celles avec la lettre "P" sous le portrait de la reine en 2000-2001), à cause de l'augmentation du prix du nickel pur utilisé pour ces pièces durant les décennies précédentes. Autour de 2000, les pièces de moins de 1 dollar sont toutes passées à une composition de 92 % à 94,5 % d'acier. Voir l'article détaillé en anglais.